# سباق الحمام

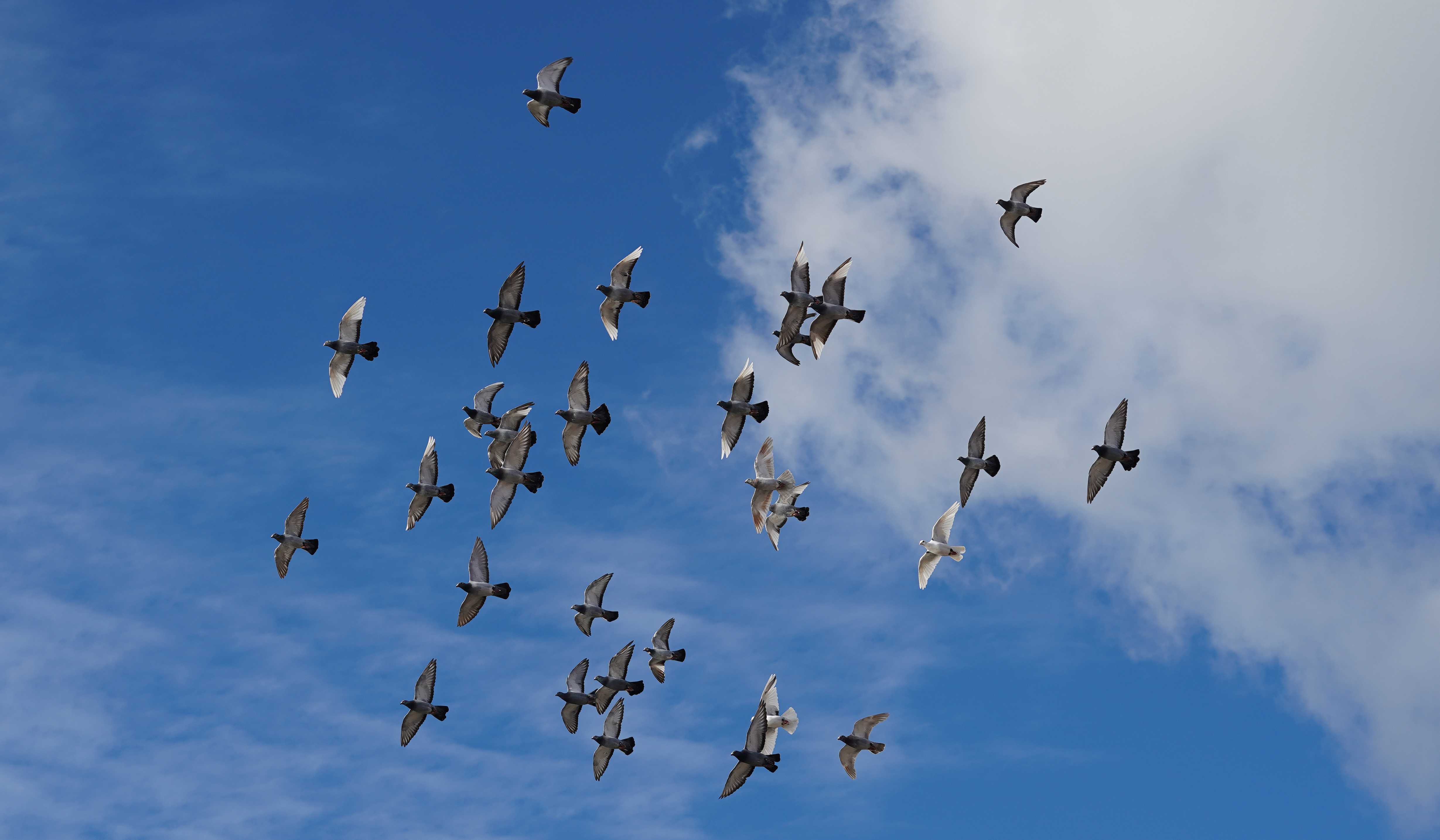

الحمام الزاجل أو حمام السباق أو الحمام المسافر عدة أسماء لمسمى واحد، جاء هدا الحمام حسب النظريات نتيجة تهجين أصول مختلفة من الحمام جعلت منه طائرا رياضيا قادرا على قطع مسافة 1000 كلم في اليوم الواحد.

## رياضة السباق بالحمام الزاجل
هي فن من فنون التربية والانتقاء والتدريب والاستعداد من أجل تهيئ الحمام للمشاركة في السباقات.
وهي هواية تمارس طول السنة دون انقطاع يمارسها الرجال والنساء والأطفال والشباب والشيوخ، ومربي الحمام يعد صديقا حميما لحمامه بحيث يحس به ويعتني بصحته ويحافظ على حيويته من أجل تحقيق أحسن الإنجازات في العروض والمسابقات.

## أصلالحمام الزاجل
تعود أول قصة تؤرخ للحمام الزاجل إلى عهد سيدنا نوح عليه السلام، وكان اليونان أول من استعمل الحمام في إيصال أخبار الفائزين في الألعاب الأولمبية. كما كان الرومان يستعملونه لنقل الرسائل داخل مملكتهم، وقد ازدهرت هده المهمة عند الدولة الإسلامية وأصبح بريد الدولة يعتمد على الحمام الزاجل في إيصال الرسائل والمعلومات. ونظرا للتطور العلمي والتقني في مجال الاتصال والمواصلات والبريد بدأ الإنسان يستغني تدريجيا عن مهام الحمام الزاجل لكن كغيره من الحيوانات الأليفة النافعة وجد له الإنسان مكانا في العصر الحديث فأدخله في مضمار السباق مؤسسا بدلك لرياضة جديدة.

## تربية وتوليد الحمام الزاجل

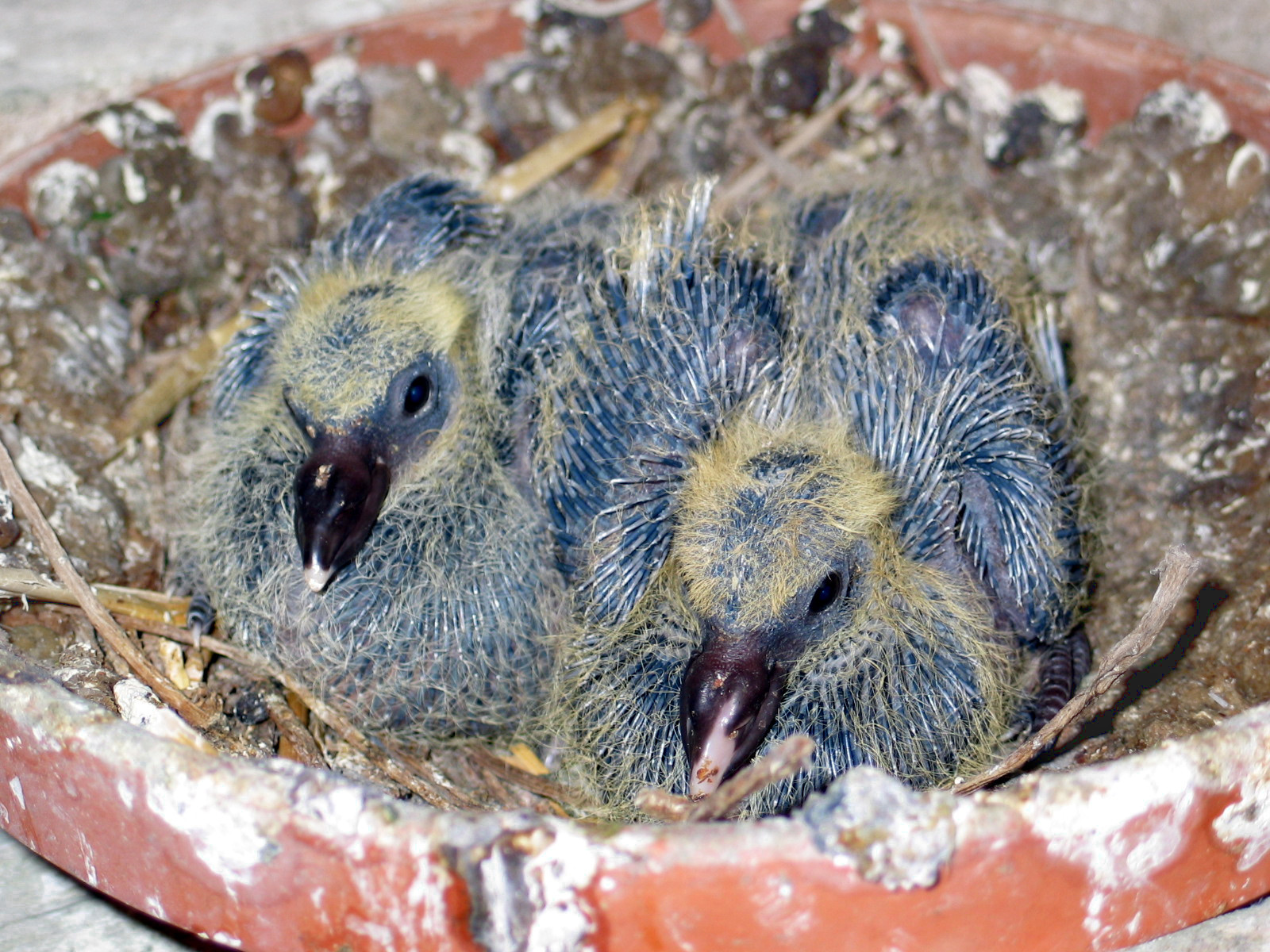

ما إن نعمل على تزويج ذكر الحمام بأنثى الحمام يشرعا في بناء عشهما، وبعد عشرة أيام على الأقل تضع الأنثى البيضة الأولى والثانية بعد 44 ساعة، ويتم احتضانها بالتناوب بين الذكر والأنثى لمدة 18 يوما والذكر يحضن البيضتان من الساعة العاشرة صباحا إلى الخامسة بعد الظهر والأنثى تحضنهما بقية النهار وسائر الليل إلى غاية 10صباحا.
وبعد التفريخ يضع مربي الحمام خاتما خاصا ومرقما في إحدى رجلي فرخ الحمام في اليوم السادس إلى العاشر من تفريخه ويحتفظ بهذا الخاتم المرقم إلى آخر يوم في حياته ويتكفل الأبوان برعاية فرخيهما وإطعامهما عدة مرات في اليوم ويكون الطعام في أول يوم على شكل لباء إلى نهاية اليوم السادس حيث يطعمهما الحبوب والماء.
ونمو الفراخ يكون في هذه المرحلة سريعا من 12 غراما في التفريخ إلى 350 غراما و400 غراما في اليوم الخامس والعشرين إذ يمكنهما في هذا اليوم أن يعتمدا على أنفسهما ويعزل عن أبويهما في قفص خاص بالفراخ الجدد.
وفي بداية الشهر الثالت يمكن للمربي أن يقوم بتدريب الفراخ تدريجيا على قطع المسافات وتنمية حسها، فالحمام الزاجل من عادته العودة إلى وكره إذا تم إطلاقه من مسافة معينة.

## أنواع السباقات
تبعا للقوانين الدولية الخاصة بسباق الحمام الزاجل تم تصنيف سباقات الحمام الزاجل إلى أربعة أنواع حسب المسافة المقطوعة جوا وذلك على الشكل التالي :
1. سباق السرعة : من 50 كلم إلى 300 كلم.
2. سباق نصف الطويل : 300 كلم إلى 500 كلم.
3. سباق الطويل : 500 كلم إلى 800 كلم.
4. سباق الطويل الممتاز: 800 كلم إلى 1200 كلم.

## الإطار التنظيمي للرياضة
تمارس رياضة السباق بالحمام الزاجل كسائر الرياضات في إطار جمعوي وجامعي. إذ يعمل محبو هده الرياضة ومربو الحمام الذين تجمعهم نفس الأهداف والطموحات على تأسيس جمعية تهتم برياضة السباق بالحمام الزاجل وبتأطير سباقات ومعارض للحمام والعناية بهده السلالة وتحسين مردوديتها حسب المعايير الدولية.

## كيفية تنظيم السباقات
تتكلف الجمعية بتسطير برنامج سنوي للسباقات في مواعيد محددة من السنة ومحطات مختلفة تتدرج من 100كلم إلى 930 كلم، إذ يحضر المشاركون إلى مقر الجمعية مصحوبين بالحمام المراد المشاركة به بعد استيفاءه للشروط التالية:
1. تلقيح الحمام ضد البارمكسفروس.
2. عدم إحضار الحمام المريض وغير المؤهل للسباق .
3. تقديم أرقام الحمام المزمع المشاركة به في كل موسم رياضي.
4. تقديم عنوان تواجد الحمام مع الاحداثيات .

### خلية تنظيم السباقات
تتكون هذه الخلية من ستة لجان
1. لجنة الإستقبال.
2. لجنة الترقيم السري.
3. لجنة تركيب الأرقام السرية.
4. لجنة الإشراف على السباق.
5. لجنة المراقبة.
6. لجنة تحصيل النتائج.

يركب في إحدى ساقي الحمام خاتم مطاطي به رقم سري من طرف لجنة تركيب الأرقام السرية ويوضع الحمام في صناديق مخصصة لحمله مع شحنها في شاحنة تقودهم إلى محطة السباق بمرافقة لجنة الإشراف على السباق. ويعهد إلى هده اللجنة مراقبة الحمام داخل الصناديق وعند وصولها إلى نقطة السباق تختار مكانا مرتفعا وبعيدا عن الدائرة الحضرية لتضع فيه الصناديق مع منح استراحة كافية. وبناءا على حالة الجو الجيدة تقوم اللجنة بإطلاق سراح الحمام معطية بدلك انطلاقة السباق ويشرع الحمام في القيام بدورات عدة في السماء إلى أن يهتدي إلى الإتجاه المؤدي إلى أوكاره، وبعد وصول الحمام إلى وكره يعمد المشاركون إلى إدخاله، وإخبار لجنة إستقبال الإعلامات بالرقم السري ولا يعد الترتيب نهائيا إلا بعد ضبط الوقت والمسافة والإحداثيات الخاصة بكل مشارك من طرف لجنة تحصيل النتائج ولجنة المراقبة. وفي نهاية الموسم الرياضي تمنح للفائزين جوائز وشواهد في حفل ختامي.